# آگاتا تشبوخوفسکا
آگاتا تِـشِـبوخوفسکا (لهستانی: Agata Trzebuchowska؛ تلفظ لهستانی: [aˈgata tʂɛbuˈxɔfska]، زادهٔ ۱۹۹۲) بازیگر اهل لهستان است.
از فیلم‌ها یا برنامه‌های تلویزیونی که وی در آن نقش داشته‌است، می‌توان به ایدا اشاره کرد.